# Atonement (Album)
Atonement (engl. für Abbitte) ist das achte Studioalbum der US-amerikanischen Metalcore-Band Killswitch Engage. Das Album wurde am 16. August 2019 über Metal Blade veröffentlicht. Das Lied Unleashed wurde für den Grammy in der Kategorie Best Metal Performance nominiert.

## Entstehung
Im August 2017 begann die Band mit den Arbeiten an einem neuen Album. Es wurden Demos erstellt, ehe im Oktober 2017 weitere Jamsessions folgten. Gitarrist Adam Dutkiewicz baute mehr Elemente des Thrash Metal in das neue Material ein, um zu verhindern, dass die Band sich wiederholt. Im April 2018 mussten die Arbeiten an Atonement unterbrochen werden, nachdem sich Sänger Jesse Leach einer Operation an seinem Stimmbänder unterziehen musste. Es folgten eine Rehabilitation sowie Unterricht bei einem Gesangslehrer. Nach eigener Aussage kann Leach nun „besser singen und besser schreien“ als je zuvor.
Im Sommer 2018 kam es zu einer weiteren Verzögerung, nachdem die Band das Angebot bekam, mit Iron Maiden auf Tournee zu gehen. Laut Adam Dutkiewicz konnte seine Band dieses Angebot „einfach nicht ausschlagen“. Zwischenzeitlich litt Sänger Jesse Leach noch unter einer Schreibblockade, was zu weiteren Verzögerungen führte. Produziert wurde das Album vom Gitarristen Adam Dutkiewicz. Die Band nahm für das Album 17 bzw. 18 Lieder auf, so viele wie nie zuvor. Von diesen Titeln wurden schließlich elf für das Album verwendet. Jesse Leach schloss eine Veröffentlichung der restlichen Lieder nicht aus, zumal sich unter den nicht berücksichtigten Titeln einige seiner Favoriten befinden.
Auf dem Album sind zwei Gastsänger zu hören. Zum einen ist bei dem Lied The Signal Fire Howard Jones zu hören, der von 2002 bis 2012 Sänger von Killswitch Engage war. Chuck Billy von der Band Testament tritt bei dem Lied The Crownless King auf. Dutkiewicz bezeichnete Chuck Billys Mitwirken als große Ehre, da alle Mitglieder von Killswitch Engage große Testament-Fans sind. Das Albumcover wurde von Richey Beckett entworfen. Im Juni 2018 unterzeichnete die Band einen neuen Plattenvertrag mit Metal Blade Records in Nordamerika bzw. Columbia Records im Rest der Welt.

## Hintergrund
Der Albumtitel soll ausdrücken, dass jeder Mensch „ehrlich zu sich selbst sein soll und die Dinge angehen soll, die ihn beschäftigen“. Jesse Leach fügte hinzu, dass die Menschen „für ihre Taten gerade stehen sollen“. Adam Dutkiewicz fügte hinzu, dass Atonement kein klassisches Konzeptalbum ist, allerdings würde sich das Thema Sühne bzw. das Wiedergutmachen von Fehlern „wie ein roter Faden durch die Texte des Albums ziehen“.
Das Lied The Signal Fire beschäftigt sich mit Themen wie Zusammenhalt und Solidarität. Für Jesse Leach ist das Lied ein Aufruf an die ganze Menschheit für mehr Mitgefühl und Verständnis. Man solle in dunklen Zeiten die Hoffnung hochhalten und den Leuten helfen, die dringend Hilfe benötigen. Die Inspiration zu dem Text holte Leach sich, als er die Musik der Band Light the Torch, der Band des Gastsängers Howard Jones, hörte. Beide Musiker sind in den letzten Jahren enge Freunde geworden und litten beide unter einer psychischen Erkrankung.
Auch das Lied I Am Broken Too befasst sich mit dem Thema psychische Erkrankungen. Jesse Leach will mit dem Text erreichen, dass der Hörer die Dringlichkeit des Themas fühlen kann. Vom Thema Betroffene sollten erkennen, dass sie nicht alleine sind. Die Band spendet einen Teil der Einnahmen aus diesem Lied an die Organisation Hope for the Day aus Chicago, die im Bereich Selbstmordprävention aktiv ist.

## Rezeption
Das deutsche Magazin Metal Hammer kürte Atonement zum Album des Monats. Lothar Gerber sprach von einer Überraschung, da die letzten Alben „so gut wie kein Aufsehen erregen konnten“. Sänger Jesse Leach scheine durch seine Stimmband-Operation seine Stimme neu entdeckt zu haben, während Gitarrist Adam Dutkiewicz „seit gefühlten Ewigkeiten nicht mehr so befreit abgerifft und auf derart hohen Niveau abgeliefert hat“. Gerber bewertete Atonement mit 5,5 von sieben Punkten. Ronny Bittner vom deutschen Magazin Rock Hard bezeichnete Atonement unterm Strich „nicht nur als das ausbalancierteste, sondern auch als das mitreißendste KSE-Album der jüngeren Vergangenheit“ und bewertete das Album mit 8,5 von zehn Punkten. Kritischer zeigte sich Yan Vogel vom Onlinemagazin laut.de. Der Band wäre „die Gefährlichkeit abhanden gekommen“. Das Quintett „bleibt einfach stehen, rekapituliert die besten Erinnerungen und pflegt die Kontakte. Quasi das Instagram des Metalcore“. Mit dem Lied Ravenous wäre der Band aber ein Genre-Highlight gelungen.
Atonement stieg auf Platz elf der deutschen, Platz neun der Schweizer und Platz 16 der österreichischen Albumcharts ein. In den Vereinigten Staaten und im Vereinigten Königreich belegte das Album jeweils Platz 13. Darüber hinaus belegte die Single I Am Broken Too Platz 36 der US-amerikanischen Billboard Mainstream Rock Songs. Das Lied Unleashed wurde für den Grammy in der Kategorie Best Metal Performance nominiert, der Preis ging jedoch an die Band Tool.

## Atonement II B Sides for Charity
Am 1. Mai 2020 veröffentlichte die Band die EP Atonement II B Sides for Charity. Diese EP enthält sechs Lieder, die für das Album geschrieben und aufgenommen wurden, es aber nicht auf das Album geschafft hatten. Die kompletten Einnahmen dieser EP wird die Band an den COVID-19 Relief Fund des Center for Disaster Philanthropy spenden.
Zunächst wird die EP exklusiv über die Bandcamp-Seite von Killswitch Engage erhältlich sein. Eine Woche später erfolgt die Veröffentlichung über ihr Plattenlabel Metal Blade Records.